# Pandemia de COVID-19 nas Ilhas Marianas do Norte

Localização das Ilhas Marianas no globo terrestre.

Foi confirmado que a pandemia do COVID-19 atingiu a Comunidade dos Estados Unidos das Ilhas Marianas do Norte em março de 2020.

## Antecedentes
Em 12 de janeiro de 2020, a Organização Mundial da Saúde (OMS) confirmou que um novo coronavírus era a causa de uma doença respiratória em um grupo de pessoas em Wuhan, Hubei, China, relatado à OMS em 31 de dezembro de 2019.
A taxa de mortalidade de casos para COVID-19 foi muito menor que a da SARS de 2003, mas a transmissão foi significativamente maior, com um número total significativo de mortes.

## Linha do tempo
Em 28 de março, as ilhas confirmaram seus dois primeiros casos de COVID-19.
A primeira morte por coronavírus nas Ilhas Marianas do Norte ocorreu em 30 de março no Kanoa Resort. Uma segunda morte foi relatada em 7 de abril na Commonwealth Health Care Corporation (CHCC).
Em 13 de abril, a Ilha recebeu 20 000 kits de testes da Coreia do Sul; espera-se que esta remessa seja a primeira de três, totalizando 60.000, a chegar.

## Medidas de prevenção
Os vôos da China e Hong Kong foram cancelados no início de fevereiro, levando a uma queda de turistas na ilha de Saipan e posteriormente a uma crise econômica que provocou uma austeridade. Em 12 de março, havia uma força-tarefa para gerenciar as medidas de austeridade adotadas.
Como medida de precaução em 17 de março, o governador Torres fechou escolas e escritórios do governo. A continuação dos vôos diários diretos da United Airlines a partir de Guam, a 160 quilômetros de distância, levou todos os indivíduos suspeitos de sintomas de coronavírus a serem colocados em quarentena no Kanoa Resort. Por volta de 16 de março, o governador Ralph Torres fechou temporariamente todas as escolas e escritórios do governo. Uma força-tarefa do governo também foi criada para monitorar a situação.